# Isaak du Plessis-Gouret
Isaak du Plessis-Gouret (* 23. März 1637; † 1688) war kurbrandenburgischer Obrist, Kommandant der Zitadelle Spandau und später von Magdeburg und Ritter vom Orden de la Generosite. Er war Besitzer des Vorwerks Trense im Kreis Grabow, des Gutes Wustermark bei Spandau, sowie Erbherr von Malsdorf, Lutern und Lützow in der Kurmark. 

## Leben
Seine Familie stammt aus Frankreich, sein Vater Elie du Plessis-Gouret (* 1588; † 4. Dezember 1656) kam in die Schweiz, ins Waadtland. Seine Mutter war dessen zweite Frau Gertrude de Bye (1583–1668). Sein Vater zählt zu den Erbauern des Entreroches-Kanal. 
Isaak du Plessis-Gouret war 1667 Oberstleutnant der preußischen Armee unter Kurfürst Friedrich Wilhelm und wurde Kammerjunker des Kurprinzen. Als Besitzer der Güter Malsdorf und Lützow erhielt er am 27. September 1667 das preußische Indigenat. Er selbst nannte sich auch Herr von La Primaye (das Familiengut in der Bretagne) und Espande (Ependes war das Gut in der Schweiz, das sein Bruder André erbte). Am 15. Mai 1672 wurde er vom Kurfürsten zum Obristen ernannt. Danach wurde er zusammen mit Friedrich von Dohna auf diplomatische Mission in die Schweiz geschickt. Er sollte die Schweizer überzeugen zusammen mit dem Kaiser gegen den französischen König Ludwig XIV. zu kämpfen und gleichzeitig verhindern, dass Schweizer Söldner für Frankreich kämpfen. Stattdessen sollten 10.000 Schweizer für den Kurfürsten und die Holländer in den Kampf ziehen. Die Unterhandlungen scheiterten auch daran, dass der Kaiser die Verhandlung nicht unterstützte. Dennoch wurden Plessis und seinem Sohn am 23. Oktober von Bern das regimentsfähige Erbbürgerrecht verliehen. Plessis-Gouret wurde zurückgerufen und der Kurfürst ernannte ihn zum Kommandanten von Spandau. 1675 wurde der Kommandant von Magdeburg der Obrist Schmidt von Schmidtseck wegen Verrats verhaftet und auf die Festung Peitz gebracht. An dessen Stelle wurde du Plessis-Gouret zum Kommandanten ernannt, zudem übernahm er auch dessen Kompanie. Während des Krieges kämpfte er in der Schlacht bei Fehrbellin und so bekam er vom damaligen Kurprinzen Friedrich den von ihm gestifteten Orden De la Générosité. Am 6. Juni 1680 kommandiert Plessis mit Gustav Adolf von der Schulenburg 400 Mann und besetzte Halle, die Moritzburg und das Schloss Mansfeld nach dem Tod des Administrators August von Sachsen-Weißenfels. Mit seinem Erfolg sicherte er sich damit der Gnade des Kurfürsten. Am 16. Januar 1681 gab er die Stellen des Kommandanten von Magdeburg ab. Er starb 1688.

## Familie
Er heiratete am 26. September 1665 auf dem kurfürstlichen Schloss in Cölln Agnes Dorothea von Götzen (* 1646; † 4. September 1667), eine Tochter des Hauptmanns der Ämter Gramzow und Seehausen Hans Sigismund von Götzen (* 1620; † 31. Januar 1673) und Klara Dorothea, geborene von Brösigke. Sie starb kurz nach der Geburt ihres ersten Kindes, das ebenfalls kurz danach starb.
Nach ihrem Tod heiratete er Louise vom Somnitz († nach 1706), die Tochter des Kanzlers und Erbkämmers von Pommern Lorenz Christoph von Somnitz und Ida Erdmuth, geborene von Krockow. Das Paar hatte einige Kinder, darunter:
- Friedrich Wilhelm (Frederic Guillaume) (~1670)
- Lorenz Christoph (Laurent Christophe) (~1672)
- Charles-Isaac ⚭ Charlotte Freiin von Ripperda (Tochter des Freiherrn Ludwig Wilhelm von Ripperda-Boxbergen (1656 – circa 1713))[2]